# Приключението на мумиите
„Приключението на мумиите“ (на испански: Momias; на английски: Mummies) е испанска англоезична компютърна анимация от 2023 г. на режисьора Хуан Хесус Гарсия Галоча (в режисьорския си дебют), а сценарият е на Хавиер Лопес Барейра и Джорди Газул. Озвучаващия състав се състои от Джо Томас, Елинор Томлинсън, Селия Имри, Хю Боневил и Шон Бийн.
Филмът се разказва за три мумии, които пътешестват в днешния Лондон, за да открият стар пръстен, който принадлежи на кралското семейство, откраднат от амбициозен археолог. Премиерата на филма е в Испания и Съединените щати на 24 февруари 2023 г.

## Актьорски състав
- Джо Томас – Тут
- Елинор Томлинсън – Нефер
  - Карина Пасиан – Нефер (вокал)
- Селия Имри – Майката на Карнаби
- Хю Боневил – Лорд Силвестър Карнаби
- Шон Бийн – Фараонът
- Мария Москардо – Уси
- Шака – Ед
- Сантяго Уиндър – Секхем, малкият брат на Тут
- Дан Старки – Дани и Денис
- Оливър Лидерт – Актьор, изпълняващ Радамес в „Аида“
- Рейчъл Адедеджи – Актриса, изпълняваща Аида в „Аида“

## Премиера
„Приключението на мумиите“ е насрочен да излезе през 2021 г. под името Moomios като част от партньорството между Atresmedia Cine и Warner Bros. España. Освен това той е отменен до 2023 г., след две години разширено производство. Първият трейлър е пуснат на 31 октомври 2022 г. Премиерата на филма е в Испания и Съединените щати на 24 февруари 2023 г. от „Уорнър Брос Пикчърс“. Филмът първоначално е пуснат в международни територии, който започва с Австралия на 5 януари 2023 г. Филмът излиза по-късно във Великобритания и Ирландия на 31 март 2023 г. Саундтракът излиза дигитално от WaterTower Music на 24 февруари 2023 г. в стрийминг услуги, включително Apple Music, Spotify и Pandora.